# Mathias Møller
Mathias Møller Nielsen, né le 19 mars 1994 à Gentofte, est un coureur cycliste danois. Spécialiste de la poursuite sur piste, il est médaillé de bronze de la poursuite par équipes aux championnats du monde de 2013.

## Palmarès sur piste

### Championnats du monde
- Minsk 2013
  -  Médaillé de bronze de la poursuite par équipes
  - 10e de l'américaine

### Coupe du monde
- 2012-2013
  - 1er de la poursuite par équipes à Glasgow (avec Casper von Folsach, Lasse Norman Hansen et Rasmus Christian Quaade)
- 2013-2014
  - 3e de la poursuite par équipes à Manchester

### Championnats d'Europe
| Édition / Épreuve     | Poursuite par équipes                                   |
| Anadia 2012 (juniors) | Or (avec Mathias Krigbaum, Elias Busk et Jonas Poulsen) |
| Granges 2015          | Bronze                                                  |

### Championnats nationaux
- 2010
  - 2e du championnat du Danemark de poursuite par équipes juniors
  - 3e du championnat du Danemark du scratch juniors
- 2011
  -  Champion du Danemark de poursuite juniors
  -  Champion du Danemark du scratch juniors
  -  Champion du Danemark de l'omnium juniors
  - 2e du championnat du Danemark de poursuite par équipes juniors
  - 3e du championnat du Danemark du kilomètre juniors
  - 3e du championnat du Danemark de l'américaine juniors
  - 3e du championnat du Danemark de course aux points juniors
- 2012
  -  Champion du Danemark de l'américaine juniors
  - 2e du championnat du Danemark de poursuite par équipes juniors

## Palmarès sur route
- 2013
  -  Champion du Danemark du contre-la-montre par équipes
  - Classement général du Tour de Berlin
  - 1re étape secteur a du Tour de Slovaquie (contre-la-montre)